# 音更駅

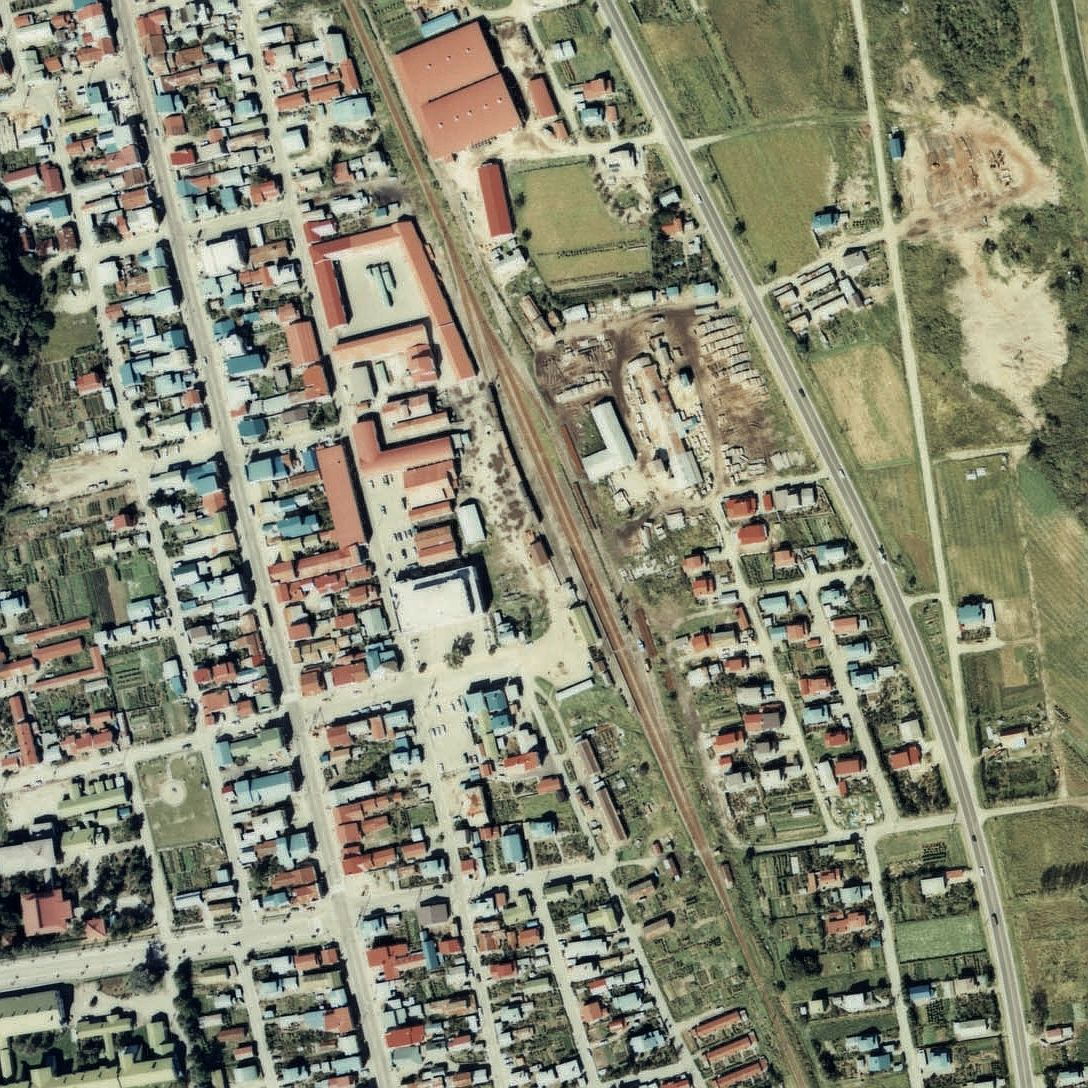
1977年の音更駅と周囲約500m範囲。上が士幌方面。

音更駅（おとふけえき）は、かつて北海道河東郡音更町大通6丁目に設置されていた、日本国有鉄道（国鉄）士幌線の駅である。電報略号はオフ。事務管理コードは▲111402。

## 歴史
- 1925年（大正14年）12月10日 - 国有鉄道士幌線の駅として開業。一般駅[2]。
- 1974年（昭和49年）10月1日 - 貨物取り扱いを車扱貨物のみとする[2]。
- 1982年（昭和57年）9月10日 - 貨物取り扱い全面廃止[2]。
- 1984年（昭和59年）2月1日 - 荷物の取り扱いを廃止[2]。
- 1987年（昭和62年）3月23日 - 士幌線の全線廃止に伴い、廃駅となる[2]。

## 駅構造
2面2線の相対式ホームと複数の側線を有する地上駅であった。駅舎は、単式ホームに面した構内西側に設置されていた。駅周辺にあるJAおとふけの倉庫や畜産センターへの専用線が当駅から分岐していた。

## 駅名の由来
アイヌ語の「オトプ・ケ」（頭髪の処）より。音更川河畔に茂るヤナギを毛髪にたとえたものというが、詳細は不明。

## 駅周辺
- 北海道道415号音更停車場線
- 北海道道133号音更新得線
- 音更町役場
- 帯広警察署音更交番
- 音更大通郵便局
- 帯広信用金庫音更支店
- 音更町農業協同組合（JAおとふけ）
- 十勝バス、北海道拓殖バス「プロスパ6」停留所 - 士幌線代替、然別湖方面等

## 駅跡
1989年（平成元年）11月1日より「交通公園」として整備され、当駅付近の廃線跡は道路に転用されている。2014年（平成26年）10月に駅跡を示す案内板が、公園中央の石碑の横に新たに設置されている（木野駅・駒場駅・武儀駅跡と同仕様）。

交通公園内の広場 (2011年8月)

## 隣の駅
日本国有鉄道
士幌線
木野駅 - 音更駅 - 駒場駅